# Addio del passato
Addio del passato è un film del 2002 diretto da Marco Bellocchio.

## Trama
Il film cerca di documentare i luoghi in cui ha vissuto un importante personaggio italiano: Giuseppe Verdi, tracciandone una biografia intima. La pellicola viene girata tra Busseto, città natale del compositore e Villa Verdi, una casa in campagna a Sant'Agata, dove passerà gran parte della sua vita.
Musicisti, studiosi e cantanti ripercorrono la carriera del celebre compositore.

## Genesi del titolo
Il titolo rimanda al terzo atto di una delle più celebri opere verdiane: La traviata, composta nel 1853.

## Produzione
Prodotto in associazione con il Teatro Municipale di Piacenza, fu presentato a Venezia nel 2002.